# 空军一号

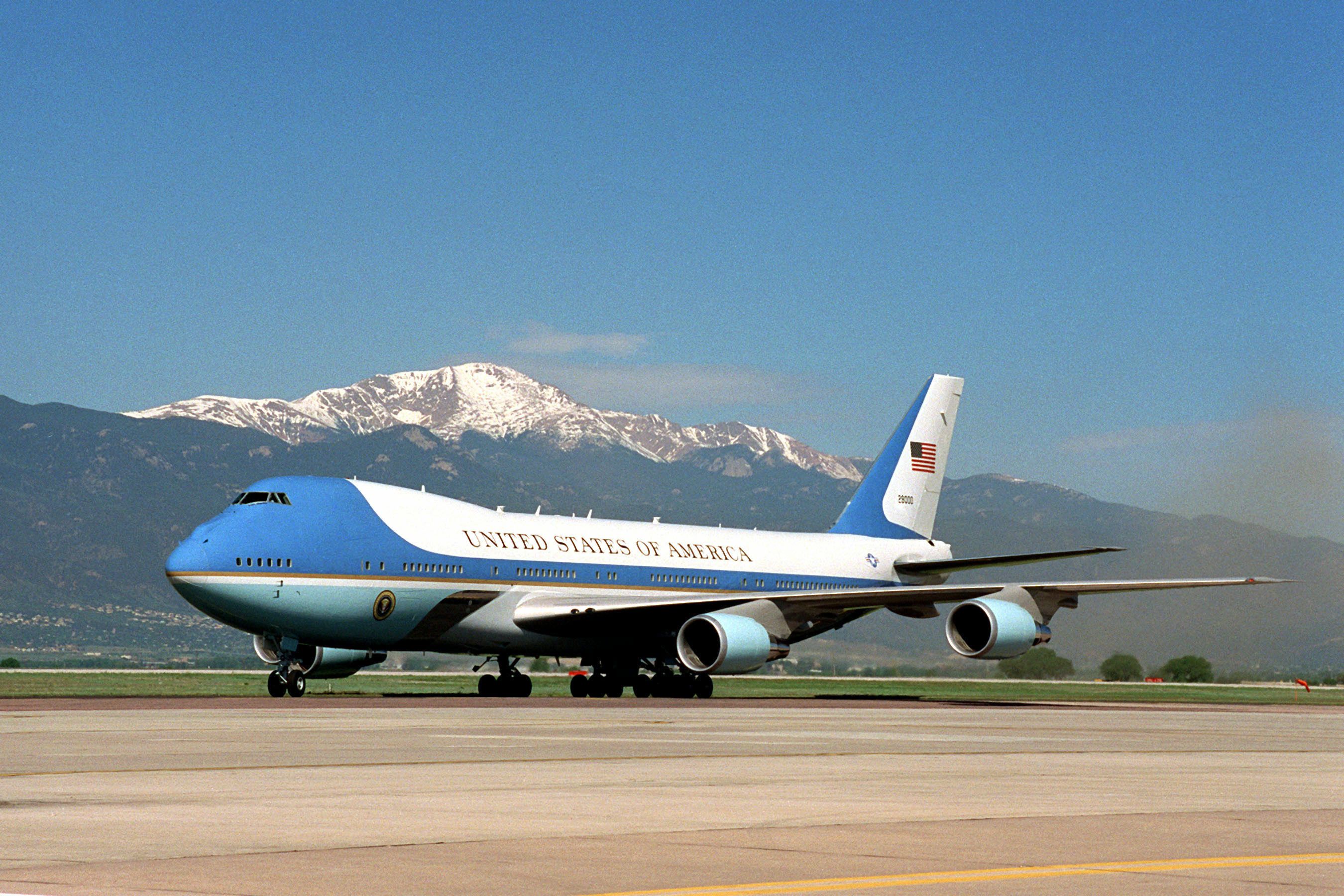
1990年起服役的波音VC-25型空軍一號

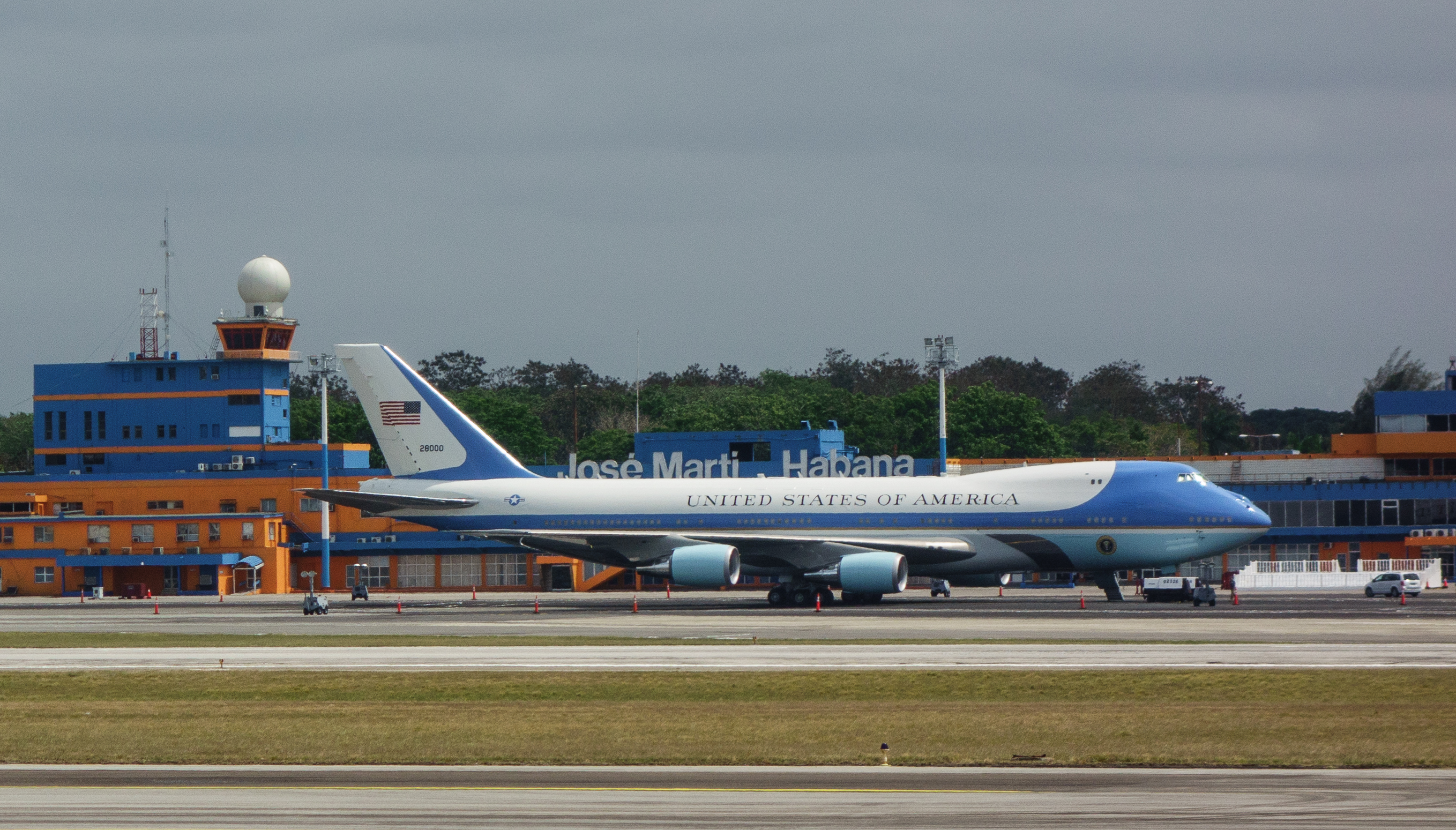
空军一号于古巴何塞·马蒂国际机场

空军一号（英語：Air Force One），是任何搭载有美国总统的空軍飛機之航空無線電台呼號。

## 简介
空军一号是美国总统乘坐的飞机，目前最常用的是两架VC-25A飞机，尾号SAM 28000和SAM 29000。其中一架为主用机，一架是备用机。这两架飞机进行过大规模改装，是换用了波音747-400所使用的通用电气CF6-80C2B1发动机的波音747-200B民航机。并且，这两架飞机是一模一样的。在SAM 28000和SAM 29000于1990年开始服役之前，空军一号是两架波音707-300飞机（VC-137-1），尾号26000和27000，这两架飞机分别从1962，1972年起开始服役。

## 服役歷史
空軍一號起源於美國第32任總統富蘭克林·羅斯福總統時期所搭乘的道格拉斯DC-4。從此，往後的美國總統皆有專機。1950年代，德怀特·艾森豪威尔總統搭乘專機出訪時遇到相同代號的客機在同一空域，搞得塔台人員無法分清真的總統專機，在此之後，總統專機便有新的代號：空軍一號（Air Force One）。
在艾森豪總統時期的專機則採用洛克希德星座作為專機，並增加空對地電話與空對地電傳打字機來提升空軍一號的通訊技術。
到了约翰·肯尼迪總統任期時，總統專機進入噴射客機時代，在1962年10月，美國空軍購入兩架波音707-300飞机（VC-137-1），並稱為SAM 26000以及SAM 27000，當時專機塗裝為紅色帶有金色的樣式，被甘迺迪總統認為觀感上過於豪華，在第一夫人賈桂琳·甘迺迪的建議下，請來傑蒙德‧洛威重新設計空軍一號的外部塗裝與內部裝飾。
其中SAM 26000服役時間為1962年至1998年，從甘迺迪總統到比尔·克林顿總統，其中1963年到德州達拉斯訪問時發生甘迺迪遇刺案，導致甘迺迪總統身亡，副總統林登·约翰逊隨即在專機上宣誓就職並將甘迺迪總統的遺體運回華盛頓特區。另一架編號SAM 27000則在1972年12月由理查德·尼克松總統使用，並用至1990年由兩架波音VC-25專機取代，最後在1998年退役。
到了罗纳德·里根總統時期，仍以波音707作為總統專機，但美國空軍在1985年發布採購新一代專機的申請書，並要求至少要有三台發動機以及能最少要續航9700公里的需求，波音公司與麥道公司分別提出波音747以及DC-10的方案，最後則採購兩架波音747來取代老化的波音707專機。兩架編號為SAM 28000和SAM 29000
到了2015年1月28日，美國空軍宣布由於VC-25已經接近使用期限，決定採購波音747-8作為新一代空軍一號，另外未来再增购两架大型客机，与波音747-8组合使用，預算約為40億美元。

## 安全
作为美国总统专机，空军一号拥有先進的防护措施以保护总统的安全。该飞机足以抵御核弹爆炸后所产生的核辐射及冲击波。另外，空军一号有先进的防干扰雷达、反地对空飛彈系统，如果飞机遭到飛彈袭击，飞机会发射红外線诱饵。該種誘餌在飞机周围空域飘荡，从而让红外線導引飛弹錯認目標。此外，任何人携带任何行李登机时，都要经过十分严格的安检，以确保飞机和总统的安全。空军一号上的总统套房、通讯中心以及驾驶室也是只有少数的特許人士才能够进入。

## 设施

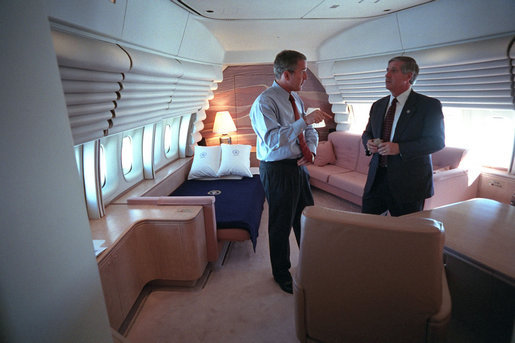
VC-25A上的总统套房（摄于2001年9月11日）

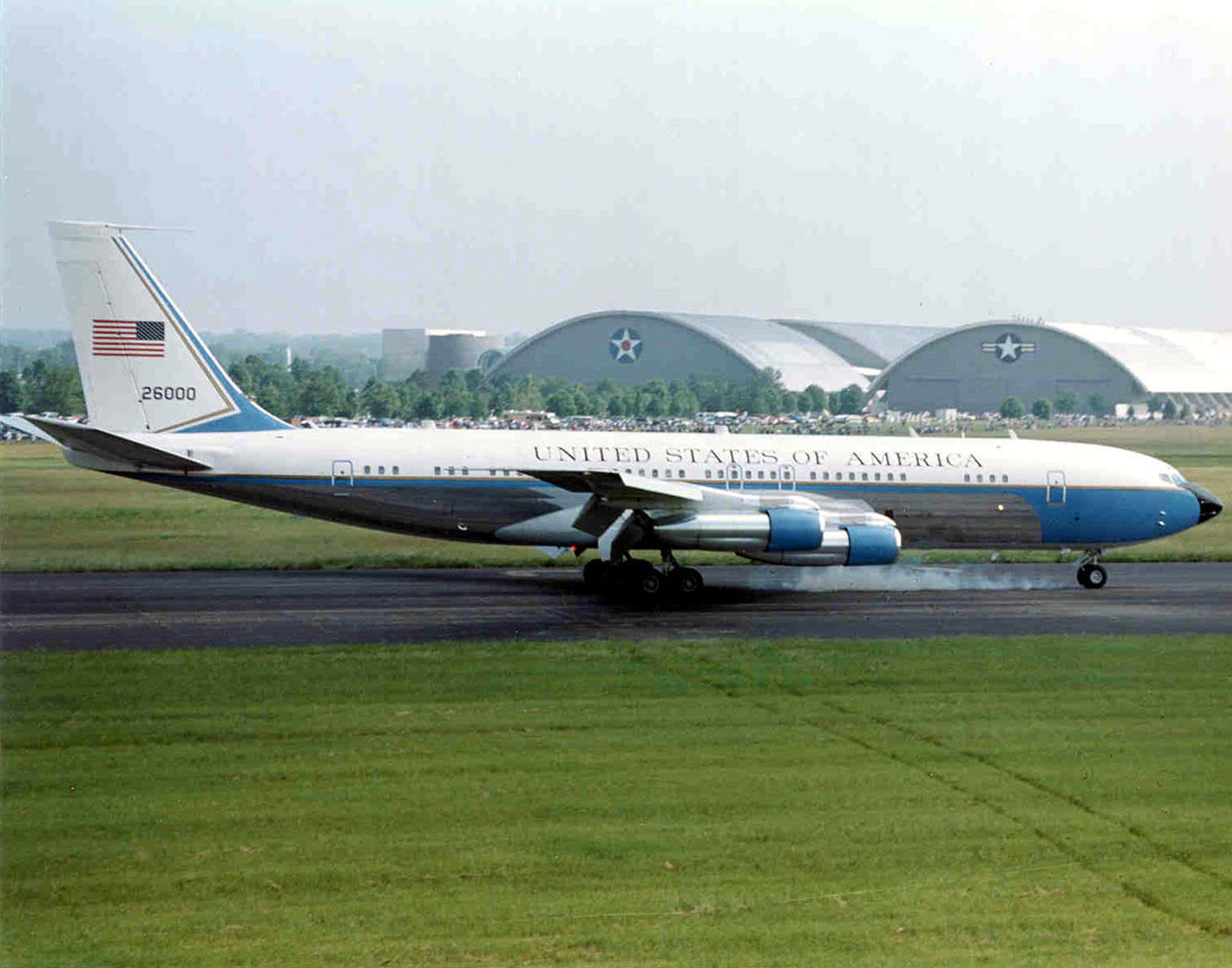
以往的VC-137-1空軍一號

空军一号主要改装了飞机的内部装潢和设施，更适合总统在空中行使其职责。另外，空军一号还奉行“总统在白宫能做什么，空軍一號也亦然”的原则（除了發表演說和參與地面上的會議）。在机上，有两个现代化厨房可以烹饪料理，同时，为了保障食品安全，在起飞前一天晚上，食材通常在普通超市采购，空军一号上的餐厅能同时满足200人就餐。机上的医务室配备了医疗器械，机上的通讯中心也装备了较为先进通讯设备，如果美国發生核战争，空军一号的通讯中心足以在空中对地面发出指令。空军一号上还有87部电话（其中28部防窃听），19台电视机。
除此之外，空军一号给总统留下了一些私人空间，机上的总统套房标配有一个席梦思床和半圆办公桌及一台电视机。机上还配有会议室和休息室。

## 保养
为了保证空军一号的飞行安全，一旦引擎出现磨损，马里兰州的安德鲁斯空军基地的总统飞行组就要把引擎等设备换一个新的，在起飞前又要把飞机全面检查一遍，空军一号的工程师几乎一天到晚都在忙，这种频繁的养护，成本相当高。

## 其他

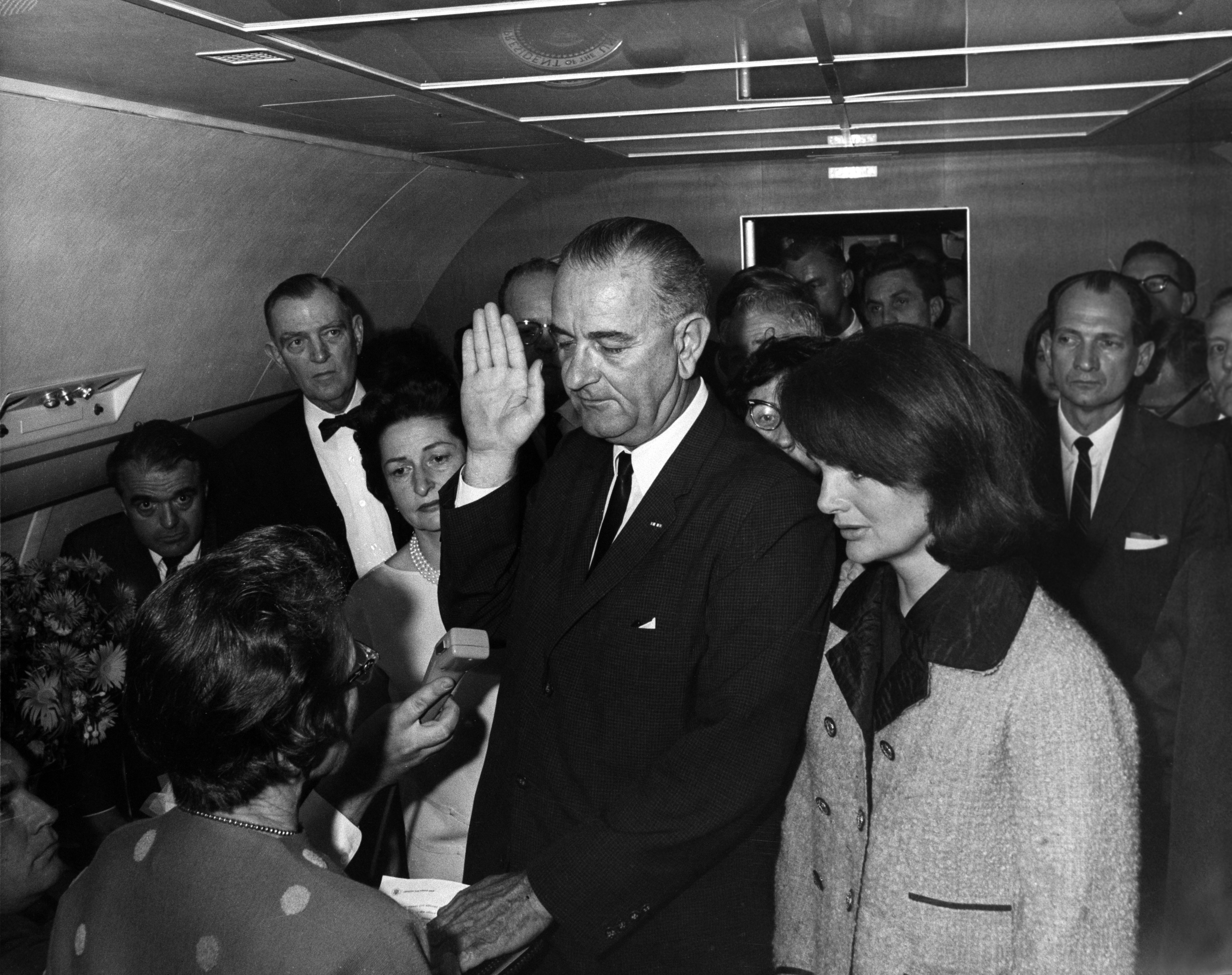
1963年11月22日，肯尼迪遇刺身亡，詹森在空軍一號的機艙內宣誓继任美国总统

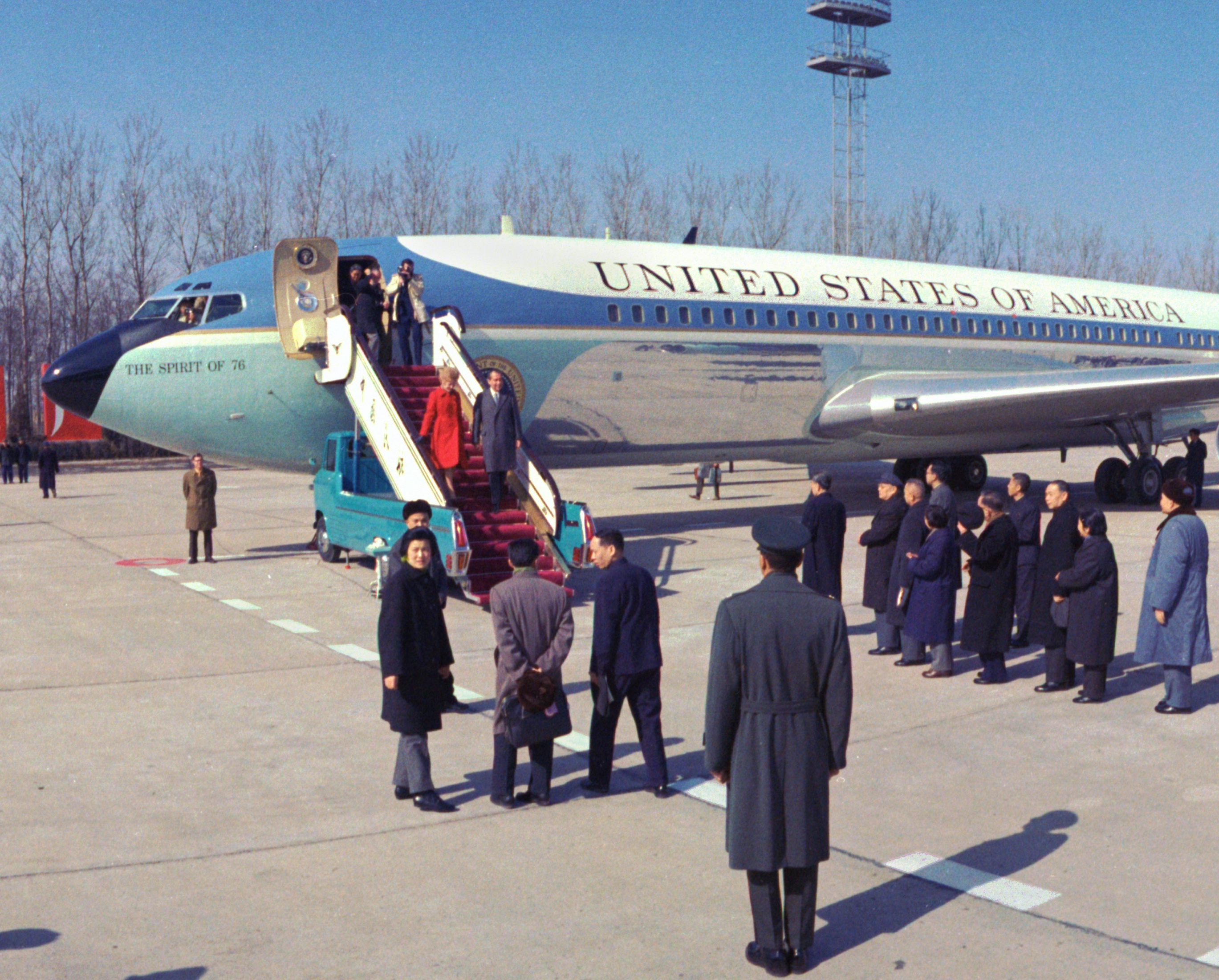
1972年尼克松访华期間，空軍一號SAM 26000在北京首都国际机场

空军一号的所有飞行任務都属于空军的军事行动，由位于马里兰州的安德鲁斯空军基地的总统飞行组负责。總統从白宫到安德鲁空军基地先要搭乘美国海军陆战队的专用直升机海军陆战队一号。同样的，搭載总统的陆军交通工具称为陆军一号，搭載总统的海军交通工具称为海军一号，而搭载总统的民航飞机则被称为行政一号（Executive One）。
将总统的飞机称为“空军一号”是在艾森豪总统时代开始的，主要是为了安全原因。当年有一个拥有与总统飞机同样代号的民航飞机（代号：8610）正好与总统专机（代号：Air Force 8610）一起进入同一个空域，从此之后总统的飞机就有專屬的“空军一号”代號，藉以區別其他航班代號。
两架总统专机只有总统搭乘的專機才称为空军一号。当1974年8月9日尼克松总统因水門案辞职，然后搭乘总统专机离开安德鲁空军基地时，其專機的代號是該機的尾号，只有继任的杰拉尔德·福特总统才能使用空军一号的代号。
“空军一号”已经成为美國总统权力的象征，它伴随美国总统多次执行外交任务，并见证了许多历史性时刻：1963年11月22日，空军一号SAM 26000将总统肯尼迪带到了达拉斯，肯尼迪却不幸被暗杀，空军一号載著他的遺體返回華盛頓特區，副总统约翰逊在機上宣誓继任美国总统；1972年2月21日，空军一号又陪伴了尼克松总统完成了中国之行，破冰之旅徹底改變了世界的面貌；後續投入使用的空军一号SAM 27000，則成為雷根時代的標誌性背景。
往後採用空軍一號波音747總統專機，於2004年、2006年及2007年在高度保密的狀態下，搭載乔治·沃克·布什總統到伊拉克探望駐紮當地的美軍部隊。
空军一号机组乘务员有2组，每组26名，全部是军队编制。最高指挥官是机长，军衔为上校。

### 九一一襲擊事件
九一一襲擊事件中紐約世界貿易中心南塔遭到襲擊後，乔治·沃克·布什總統在佛羅里達州的薩拉索塔艾瑪 E.布克小學的訪問被打斷，搭乘空軍一號由薩拉索塔-布雷登頓國際機場起飛。在那之後布希搭乘空軍一號飛往了路易斯安那州和內布拉斯加州的空軍基地躲避攻擊，接著才飛回華盛頓特區。

## 軼事
- 2017年，空軍一號的飛行成本為每小時206,337美元。
- 除特定情況，機上的每位人員如需用餐，均需自掏腰包繳費，每日飛行的用餐費用據報為20多美元，而帳單會於一星期後寄出。這個費用令不少經常跟隨總統出入的工作人員吃不消，他們往往寧願捱肚餓亦不會在空軍一號上用餐。

## 流行文化
- 1996年美國電影《天煞-地球反擊戰》中，衛星技術人員大衛到白宮通知美国总统湯瑪斯關於外星人的宇宙船在地球上的計劃，湯瑪斯與他的要員坐直升機前往安德魯斯空軍基地後登上空軍一號撤離，翌日機上的軍官監察美国空军對宇宙船的攻擊行動，最後飛往研究外星人的軍事基地「51區」後降落。
- 1997年由哈里森·福特主演的一部動作電影《空軍一號》，由于特勤内奸导致飞机被独裁领袖追随者劫持，最后福特所扮演的美国总统在斗智斗勇，清除了全部劫机者并成功被救，内奸和飞机一同坠毁。
- 2004年在街機射擊遊戲《魅影小隊》第二關，國際恐怖组织“蒼之狼”劫持了從歐洲舉行會談回歸A國的空軍一號。玩家需要重新壓制全機，並且救出A國的總統。
- 2009年美國電影2012 (電影)中，部分美國官員乘坐空軍一號前往在中國西藏的卓明山谷[8]。
- 2013年美國電影《鋼鐵人3》，反派奧德區穿上鋼鐵愛國者綁架空軍一號上的美國總統，最後空軍一號在空中起火爆炸。
- 2013年美國電影《白宮末日》，劇中副總統艾爾文·哈蒙德直接與自己的人馬坐空軍一號離開白宮。其後劇中總統詹姆斯·索耶被外界認定死亡（其實存活）時，機上的副總統艾爾文成為新一任美國總統。但最後空軍一號被雇傭兵中的電腦駭客斯基普·泰勒以核飛彈控制系統的飛彈直接擊中墜毀。